# Katy Perry-diszkográfia
Katy Perry amerikai énekesnő diszkográfiája ezidáig hat nagylemezből, egy koncertalbumból, egy középlemezből (EP), huszonkettő kislemezből és öt promóciós kislemezből áll. 2015 októberéig Perry 83,5 millió kislemezt és 6 millió albumot adott el az Egyesült Államokban. Az Amerikai Hanglemezgyártók Szövetsége (RIAA) szerint ő az USA harmadik legsikeresebb digitális előadója a kislemezeladásokban. 2013 novemberéig világszerte 11 millió albuma és 81 millió kislemeze kelt el, valamint az Egyesült Államokban jelenleg ő tartja a rekordot a legtöbb ötmilliós eladással rendelkező dalok között, miután hat kislemeze is átlépte ezt a határt: ezek a Hot n Cold, a California Gurls, a Firework, az E.T., a Roarés a Dark Horse. Ezenkívül a hatmilliós eladással rendelkező dalok rekordja is Perry-hez tartozik, mivel összesen három dala is elérte ezt a szintet: Firework, Roar és Dark Horse.
2001 márciusában jelentette meg első stúdióalbumát Katy Hudson címen, azonban a lemez egy ország eladási listájára sem került fel. Miután Perry 2007-ben leszerződött a Capitol Records kiadóhoz, kiadta második nagylemezét One of the Boys címen 2008 júniusában. Első és második kislemeze, az I Kissed a Girl és a Hot n Cold listavezetők voltak Ausztriában, Kanadában, Németországban és Svájcban, míg az Egyesült Államokban többszörös platinaminősítéssel rendelkeznek. Az album bejutott a Top 10-be az Egyesült Államokban, Ausztriában, Kanadában, Franciaországban, Németországban és Svájcban is. 2009 és 2010 között Katy Perry két további kislemezen működött közre. Perry az MTV Unplugged során készült felvételeit egy koncertalbumon keresztül adta ki 2009 végén.
Harmadik nagylemeze Teenage Dream címet kapta, mely 2010 augusztusában jelent meg, majd listavezetővé vált az Egyesült Államokban, Ausztráliában, Ausztriában, Kanadában, Új-Zélandon és az Egyesült Királyságban is. California Gurls, Teenage Dream, Firework, E.T. és a Last Friday Night (T.G.I.F.) kislemezeivel megszerezte az amerikai Billboard Hot 100 lista első helyét, ezzel az első olyan női előadóvá vált, akinek egyazon albumáról öt kislemezes dala is listavezető pozícióban volt az Egyesült Államokban. Legutóbb Michael Jacksonnak sikerült hasonló sikereket elérnie. 2012 márciusában újra kiadta nagylemezét egy bővített kiadásban, Teenage Dream: The Complete Confection címen. Az album két új dalt tartalmaz, a Part of Met és a Wide Awake-et. Negyedik stúdióalbuma Prism címen jelent meg 2013 októberében. Világszerte nagy siker övezte, első helyezést ért el Ausztráliában, Kanadában, Új-Zélandon, az Egyesült Királyságban és az Egyesült Államokban is. Roar és Dark Horse kislemezei több hétig vezették a slágerlistákat az Egyesült Államokban és Kanadában is. Az Egyesült Királyságban a Roar az énekesnő második olyan dala lett a Firework után, ami több mint egymillió példányban kelt el. A 2016-os Rio de Janeiróban megtartott nyári olimpiai játékok alkalmából felvette a Rise című dalt.

## Albumok

### Nagylemezek
| Cím                                                         | Album adatok                                                                                          | Legjobb helyezések | Legjobb helyezések | Legjobb helyezések | Legjobb helyezések | Legjobb helyezések | Legjobb helyezések | Legjobb helyezések | Legjobb helyezések | Legjobb helyezések | Legjobb helyezések | Minősítések | Eladások                                                                                      |
| Cím                                                         | Album adatok                                                                                          | US                 | AUS                | AUT                | CAN                | FRA                | GER                | ITA                | NZ                 | SWI                | UK                 | Minősítések | Eladások                                                                                      |
| ----------------------------------------------------------- | --- | ------------------ | ------------------ | ------------------ | ------------------ | ------------------ | ------------------ | ------------------ | ------------------ | ------------------ | ------------------ | --- | --------------------------------------------------------------------------------------------- |
| Katy Hudson                                                 | - Megjelenés: 2001. március 6. - Kiadó: Red Hill - Formátumok: CD, kazetta                            | —                  | —                  | —                  | —                  | —                  | —                  | —                  | —                  | —                  | —                  | | - Világszerte: ~200                                                                           |
| One of the Boys                                             | - Megjelenés: 2008. június 17. - Kiadó: Capitol - Formátumok: LP, CD, digitális letöltés              | 9                  | 11                 | 6                  | 6                  | 10                 | 7                  | 23                 | 17                 | 6                  | 11                 | - RIAA: Platina - ARIA: 2× Platina - BPI: 2× Platina - BVMI: 3× Arany - FIMI: Arany - IFPI AUT: Platina - IFPI SWI: Arany - MC: 3× Platina - RMNZ: Arany        | - Világszerte: 7,000,000 - US: 1,710,000 - UK: 697,000                                        |
| Teenage Dream                                               | - Megjelenés: 2010. augusztus 24. - Kiadó: Capitol - Formátumok: LP, CD, digitális letöltés           | 1                  | 1                  | 1                  | 1                  | 3                  | 5                  | 3                  | 1                  | 4                  | 1                  | - RIAA: 3× Platina - ARIA: 4× Platina - BPI: 4× Platina - BVMI: Platina - FIMI: Platina - IFPI AUT: Arany - IFPI SWI: Arany - MC: 4× Platina - RMNZ: 3× Platina | - Világszerte: 6,000,000 - US: 3,000,000 - UK: 1,300,000                                      |
| Prism                                                       | - Megjelenés: 2013. október 18. - Kiadó: Capitol - Formátumok: LP, CD, digitális letöltés             | 1                  | 1                  | 3                  | 1                  | 4                  | 4                  | 5                  | 1                  | 2                  | 1                  | - RIAA: 2× Platina - ARIA: 5× Platina - BPI: Platina - BVMI: Arany - FIMI: Arany - IFPI AUT: 2× Platina - IFPI SWI: Arany - MC: 2× Platina - RMNZ: 2× Platina   | - Világszerte: 4,000,000 - US: 1,700,000 - UK: 433,000                                        |
| Witness                                                     | - Megjelenés: 2017.június 9. - Kiadó: Capitol - Formátumok: LP, CD, digitális letöltés                | 1                  | 2                  | 6                  | 1                  | 4                  | 10                 | 6                  | 2                  | 7                  | 6                  | - ARIA: Arany - BPI: Ezüst - IFPI AUT: Arany - MC: Platina - SNEP: Arany                                                                                        | - Világszerte: ~900,000 - US: 311,000 - AUS: 7,863 - CAN: 23,000 - FRA: 30,000+ - UK: ~60,000 |
| Smile                                                       | - Megjelenés: 2020. augusztus 28. - Kiadó: Capitol - Formátumok: LP, CD, kazetta, digitális letöltés  | 5                  | 2                  | 8                  | 5                  | 17                 | 14                 | 10                 | 4                  | 8                  | 5                  | | US: 35,000                                                                                    |
| 143                                                         | - Megjelenés: 2024. szeptember 20. - Kiadó: Capitol - Formátumok: LP, CD, kazetta, digitális letöltés |                    |                    |                    |                    |                    |                    |                    |                    |                    |                    | |                                                                                               |
| "—" nem szerepelt listán, vagy nem jelent meg az országban. | |                    |                    |                    |                    |                    |                    |                    |                    |                    |                    | |                                                                                               |

### Bővített kiadás
| Cím                                    | Album adatok                                                                          | Legjobb helyezések | Legjobb helyezések | Legjobb helyezések | Legjobb helyezések | Legjobb helyezések | Legjobb helyezések | Legjobb helyezések | Legjobb helyezések | Legjobb helyezések | Legjobb helyezések | Eladások                 |
| Cím                                    | Album adatok                                                                          | US                 | AUS                | BEL (FL)           | BEL (WA)           | FIN                | FRA                | NLD                | NZ                 | SWE                | UK                 | Eladások                 |
| -------------------------------------- | ------------------------------------------------------------------------------------- | ------------------ | ------------------ | ------------------ | ------------------ | ------------------ | ------------------ | ------------------ | ------------------ | ------------------ | ------------------ | ------------------------ |
| Teenage Dream: The Complete Confection | - Megjelenés: 2012. március 23. - Kiadó: Capitol - Formátumok: CD, digitális letöltés | 7                  | 5                  | 14                 | 29                 | 18                 | 4                  | 44                 | 2                  | 47                 | 6                  | - Világszerte: 1,000,000 |

### Koncertalbumok
| Cím           | Album adatok                                                                                | Legjobb helyezések | Legjobb helyezések | Legjobb helyezések | Eladások     |
| Cím           | Album adatok                                                                                | US                 | FRA                | SWI                | Eladások     |
| ------------- | ------------------------------------------------------------------------------------------- | ------------------ | ------------------ | ------------------ | ------------ |
| MTV Unplugged | - Megjelenés: 2009. november 17. - Kiadó: Capitol - Formátumok: DVD, CD, digitális letöltés | 168                | 192                | 82                 | - US: 55,000 |

### Középlemezek
| Cím                               | Album adatok                                                                     |
| --------------------------------- | -------------------------------------------------------------------------------- |
| The Hello Katy Australian Tour EP | - Megjelenés: 2009. augusztus 7. - Kiadó: Capitol - Formátum: Digitális letöltés |

## Kislemezek

### Önálló kislemezek
| Cím                                                         | Év   | Legjobb helyezések | Legjobb helyezések | Legjobb helyezések | Legjobb helyezések | Legjobb helyezések | Legjobb helyezések | Legjobb helyezések | Legjobb helyezések | Legjobb helyezések | Legjobb helyezések | Minősítések | Album                                  |
| Cím                                                         | Év   | US                 | AUS                | AUT                | CAN                | FRA                | GER                | ITA                | NZ                 | SWI                | UK                 | Minősítések | Album                                  |
| ----------------------------------------------------------- | ---- | ------------------ | ------------------ | ------------------ | ------------------ | ------------------ | ------------------ | ------------------ | ------------------ | ------------------ | ------------------ | --- | -------------------------------------- |
| "I Kissed a Girl"                                           | 2008 | 1                  | 1                  | 1                  | 1                  | 5                  | 1                  | 1                  | 1                  | 1                  | 1                  | - RIAA: 5× Platina - ARIA: 3× Platina - BPI: Platina - BVMI: Platina - IFPI AUT: Platina - IFPI SWI: Platina - MC: 7× Platina - RMNZ: Platina - SNEP: Arany        | One of the Boys                        |
| "Hot n Cold"                                                | 2008 | 3                  | 4                  | 1                  | 1                  | 10                 | 1                  | 2                  | 5                  | 1                  | 4                  | - RIAA: 6× Platina - ARIA: 5× Platina - BPI: Platina - BVMI: Platina - FIMI: Arany - IFPI AUT: Platina - IFPI SWI: Platina - MC: 6× Platina - RMNZ: Platina        | One of the Boys                        |
| "Thinking of You"                                           | 2009 | 29                 | 34                 | 18                 | 24                 | 11                 | 19                 | 14                 | —                  | 45                 | 27                 | - RIAA: Platina - MC: Platina | One of the Boys                        |
| "Waking Up in Vegas"                                        | 2009 | 9                  | 11                 | 26                 | 2                  | —                  | 33                 | —                  | 9                  | 69                 | 19                 | - RIAA: 2× Platina - ARIA: Arany - BPI: Ezüst - MC: Platina - RMNZ: Arany                                                                                          | One of the Boys                        |
| "If We Ever Meet Again" (együttműködik Timbaland)           | 2010 | 37                 | 9                  | 10                 | 4                  | 5                  | 9                  | 10                 | 1                  | 7                  | 3                  | - ARIA: Platina - BPI: Arany - FIMI: Arany - IFPI SWI: Arany - RMNZ: Platina                                                                                       | Shock Value II                         |
| "California Gurls" (közreműködik Snoop Dogg)                | 2010 | 1                  | 1                  | 3                  | 1                  | 5                  | 3                  | 3                  | 1                  | 4                  | 1                  | - RIAA: 7× Platinum - ARIA: 6× Platinum - BPI: Platina - BVMI: Platina - FIMI: Platina - IFPI AUT: Platina - IFPI SWI: Platina - MC: 4× Platina - RMNZ: 2× Platina | Teenage Dream                          |
| "Teenage Dream"                                             | 2010 | 1                  | 2                  | 2                  | 2                  | 75                 | 6                  | 9                  | 1                  | 8                  | 2                  | - RIAA: 7× Platina - ARIA: 6× Platina - BPI: Platina - BVMI: Arany - FIMI: Arany - IFPI AUT: Gold - MC: 4× Platina - RMNZ: Platina                                 | Teenage Dream                          |
| "Firework"                                                  | 2010 | 1                  | 3                  | 3                  | 1                  | 7                  | 4                  | 4                  | 1                  | 3                  | 3                  | - RIAA: 10× Platina - ARIA: 8× Platina - BPI: Platina - BVMI: Arany - FIMI: 2× Platina - IFPI AUT: Arany - IFPI SWI: Arany - MC: 6× Platina - RMNZ: 2× Platina     | Teenage Dream                          |
| "E.T." (közreműködik Kanye West)                            | 2011 | 1                  | 5                  | 7                  | 1                  | 10                 | 9                  | 9                  | 1                  | 14                 | 3                  | - RIAA: 8× Platina - ARIA: 3× Platina - BPI: Arany - BVMI: Arany - FIMI: Platina - IFPI AUT: Arany - MC: 4× Platina - RMNZ: Platina                                | Teenage Dream                          |
| "Last Friday Night (T.G.I.F.)"                              | 2011 | 1                  | 5                  | 7                  | 1                  | 22                 | 15                 | 9                  | 4                  | 20                 | 9                  | - RIAA: 4× Platina - ARIA: 3× Platina - BPI: Arany - FIMI: Platina - IFPI SWI: Arany - MC: 4× Platina - RMNZ: Platina                                              | Teenage Dream                          |
| "The One That Got Away"                                     | 2011 | 3                  | 27                 | 19                 | 2                  | 30                 | 34                 | 39                 | 12                 | 33                 | 18                 | - RIAA: 3× Platina - ARIA: 2× Platina - BPI: Arany - FIMI: Arany - MC: 2× Platina - RMNZ: Arany                                                                    | Teenage Dream                          |
| "Part of Me"                                                | 2012 | 1                  | 5                  | 18                 | 1                  | 13                 | 20                 | 14                 | 1                  | 33                 | 1                  | - RIAA: 3× Platina - ARIA: 3× Platina - BPI: Arany - FIMI: Arany - MC: 3× Platina - RMNZ: Platina                                                                  | Teenage Dream: The Complete Confection |
| "Wide Awake"                                                | 2012 | 2                  | 4                  | 28                 | 1                  | 33                 | 39                 | 11                 | 1                  | 21                 | 9                  | - RIAA: 4× Platina - ARIA: 6× Platina - BPI: Ezüst - FIMI: Platina - MC: 3× Platina - RMNZ: Platina                                                                | Teenage Dream: The Complete Confection |
| "Hummingbird Heartbeat"                                     | 2012 | —                  | —                  | —                  | —                  | —                  | —                  | —                  | —                  | —                  | —                  | | Teenage Dream                          |
| "Roar"                                                      | 2013 | 1                  | 1                  | 1                  | 1                  | 5                  | 2                  | 4                  | 1                  | 3                  | 1                  | - RIAA: 9× Platina - ARIA: 11× Platina - BPI: 2× Platina - BVMI: Platina - FIMI: 2× Platina - IFPI AUT: Platina - MC: 5× Platina - RMNZ: 4× Platina                | Prism                                  |
| "Unconditionally"                                           | 2013 | 14                 | 11                 | 16                 | 13                 | 38                 | 22                 | 6                  | 26                 | 27                 | 25                 | - RIAA: Platina - ARIA: Platina - FIMI: Platina | Prism                                  |
| "Dark Horse" (közreműködik Juicy J)                         | 2013 | 1                  | —                  | 2                  | 1                  | 6                  | 6                  | 5                  | 2                  | 4                  | 4                  | - RIAA: 10× Platina - BPI: Platina - BVMI: Platina - FIMI: 3× Platina - MC: 3× Platina - RMNZ: 2× Platina                                                          | Prism                                  |
| "Birthday"                                                  | 2014 | 17                 | 25                 | 51                 | 7                  | 57                 | 69                 | —                  | 17                 | —                  | 22                 | - RIAA: Platina - ARIA: Platina - FIMI: Arany | Prism                                  |
| "This Is How We Do"                                         | 2014 | 24                 | 18                 | 14                 | 9                  | 41                 | 34                 | 41                 | 13                 | 41                 | 33                 | - RIAA: Platina - ARIA: Platina - FIMI: Arany | Prism                                  |
| "Rise"                                                      | 2016 | 11                 | 1                  | 23                 | 13                 | 3                  | 49                 | 51                 | 26                 | 15                 | 25                 | | Nem került albumra                     |
| "Chained to the Rhythm"                                     | 2017 | 4                  | 4                  | 7                  | 3                  | 8                  | 6                  | 10                 | 8                  | 6                  | 5                  | - ARIA: Platina - BPI: Ezüst - FIMI: Arany | Witness                                |
| "Bon Appétit" (közreműködik Migos)                          | 2017 | 59                 | 35                 | 64                 | 14                 | 9                  | 47                 | 48                 | —                  | 36                 | 37                 | - ARIA: Arany - BPI: Arany - FIMI: 2x Platina | Witness                                |
| "Swish Swish" (közreműködik Nicki Minaj)                    | 2017 | 46                 | 22                 | 69                 | 13                 | 24                 | 76                 | 73                 | —                  | 46                 | 19                 | - ARIA: Platina - BPI: Arany - FIMI: Arany | Witness                                |
| "Hey Hey Hey"                                               | 2018 | —                  | —                  | —                  | —                  | —                  | —                  | —                  | —                  | —                  | —                  | | Witness                                |
| "Never Worn White"                                          | 2020 | —                  | —                  | —                  | —                  | —                  | —                  | —                  | —                  | —                  | —                  | |                                        |
| "—" nem szerepelt listán, vagy nem jelent meg az országban. | 2020 |                    |                    |                    |                    |                    |                    |                    |                    |                    |                    | |                                        |

### Közreműködés kislemezekben
| Cím                                                         | Év   | Legjobb helyezések | Legjobb helyezések | Legjobb helyezések | Legjobb helyezések | Legjobb helyezések | Legjobb helyezések | Legjobb helyezések | Legjobb helyezések | Legjobb helyezések | Legjobb helyezések | Minősítések                                                     | Album           |
| Cím                                                         | Év   | US                 | AUS                | AUT                | BEL (FL)           | BEL (WA)           | CAN                | DEN                | NZ                 | SWE                | UK                 | Minősítések                                                     | Album           |
| ----------------------------------------------------------- | ---- | ------------------ | ------------------ | ------------------ | ------------------ | ------------------ | ------------------ | ------------------ | ------------------ | ------------------ | ------------------ | --------------------------------------------------------------- | --------------- |
| "Starstrukk" (3OH!3 featuring Katy Perry)                   | 2009 | 66                 | 4                  | 48                 | 21                 | 2                  | 31                 | 39                 | 16                 | 55                 | 3                  | - RIAA: Platina - ARIA: 2× Platina - BPI: Platina - RMNZ: Arany | Want            |
| "Who You Love" (John Mayer featuring Katy Perry)            | 2013 | 48                 | 95                 | —                  | —                  | —                  | 70                 | —                  | —                  | —                  | —                  |                                                                 | Paradise Valley |
| "—" nem szerepelt listán, vagy nem jelent meg az országban. |      |                    |                    |                    |                    |                    |                    |                    |                    |                    |                    |                                                                 |                 |

### Promóciós kislemezek
| Cím                                                         | Év   | Legjobb helyezések | Legjobb helyezések | Legjobb helyezések | Legjobb helyezések | Legjobb helyezések | Legjobb helyezések | Legjobb helyezések | Legjobb helyezések | Legjobb helyezések | Legjobb helyezések | Minősítések   | Album              |
| Cím                                                         | Év   | US                 | AUT                | BEL (FL)           | BEL (WA)           | CAN                | DEN                | FRA                | ITA                | NZ                 | UK                 | Minősítések   | Album              |
| ----------------------------------------------------------- | ---- | ------------------ | ------------------ | ------------------ | ------------------ | ------------------ | ------------------ | ------------------ | ------------------ | ------------------ | ------------------ | ------------- | ------------------ |
| "Ur So Gay"                                                 | 2007 | —                  | —                  | —                  | —                  | —                  | —                  | —                  | —                  | —                  | —                  | - RIAA: Arany | One of the Boys    |
| "Not Like the Movies"                                       | 2010 | 53                 | —                  | —                  | —                  | 41                 | —                  | —                  | —                  | —                  | —                  |               | Teenage Dream      |
| "Circle the Drain"                                          | 2010 | 58                 | —                  | —                  | —                  | 30                 | —                  | —                  | —                  | 36                 | —                  |               | Teenage Dream      |
| "Walking on Air"                                            | 2013 | 34                 | 35                 | 44                 | 30                 | 12                 | 35                 | 25                 | 20                 | 12                 | 80                 |               | Prism              |
| "Every Day Is a Holiday"                                    | 2015 | —                  | —                  | —                  | —                  | —                  | —                  | —                  | —                  | —                  | —                  |               | Nem került albumra |
| "—" nem szerepelt listán, vagy nem jelent meg az országban. |      |                    |                    |                    |                    |                    |                    |                    |                    |                    |                    |               |                    |

## Egyéb slágerlistás dalok
| Cím                                                         | Év   | Legjobb helyezések | Legjobb helyezések | Legjobb helyezések | Legjobb helyezések | Legjobb helyezések | Legjobb helyezések | Minősítések     | Album                                  |
| Cím                                                         | Év   | US Bub.            | AUS                | CAN                | NLD                | NZ                 | UK                 | Minősítések     | Album                                  |
| ----------------------------------------------------------- | ---- | ------------------ | ------------------ | ------------------ | ------------------ | ------------------ | ------------------ | --------------- | -------------------------------------- |
| "If You Can Afford Me"                                      | 2008 | —                  | —                  | —                  | —                  | 28                 | —                  |                 | One of the Boys                        |
| "One of the Boys"                                           | 2008 | —                  | 40                 | —                  | —                  | —                  | —                  | - ARIA: Arany   | One of the Boys                        |
| "Peacock"                                                   | 2010 | 5                  | —                  | 56                 | —                  | —                  | 125                | - RIAA: Platina | Teenage Dream                          |
| "Dressin' Up"                                               | 2012 | —                  | —                  | —                  | —                  | —                  | 109                |                 | Teenage Dream: The Complete Confection |
| "Tommie Sunshine's Megasix Smash-Up"                        | 2012 | —                  | —                  | —                  | —                  | —                  | 183                |                 | Teenage Dream: The Complete Confection |
| "By the Grace of God"                                       | 2013 | 10                 | —                  | —                  | —                  | —                  | 179                |                 | Prism                                  |
| "It Takes Two"                                              | 2013 | —                  | —                  | —                  | —                  | —                  | 180                |                 | Prism                                  |
| "Legendary Lovers"                                          | 2013 | —                  | —                  | —                  | 33                 | —                  | —                  |                 | Prism                                  |
| "—" nem szerepelt listán, vagy nem jelent meg az országban. |      |                    |                    |                    |                    |                    |                    |                 |                                        |

## Fordítás
- Ez a szócikk részben vagy egészben  a   Katy Perry discography című angol Wikipédia-szócikk fordításán alapul.  Az eredeti cikk szerkesztőit annak laptörténete sorolja fel. Ez a jelzés csupán a megfogalmazás eredetét és a szerzői jogokat jelzi, nem szolgál a cikkben szereplő információk forrásmegjelöléseként.